# Oss

Kommunens flagga

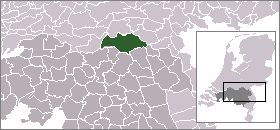
Kommunens läge i Noord-Brabant

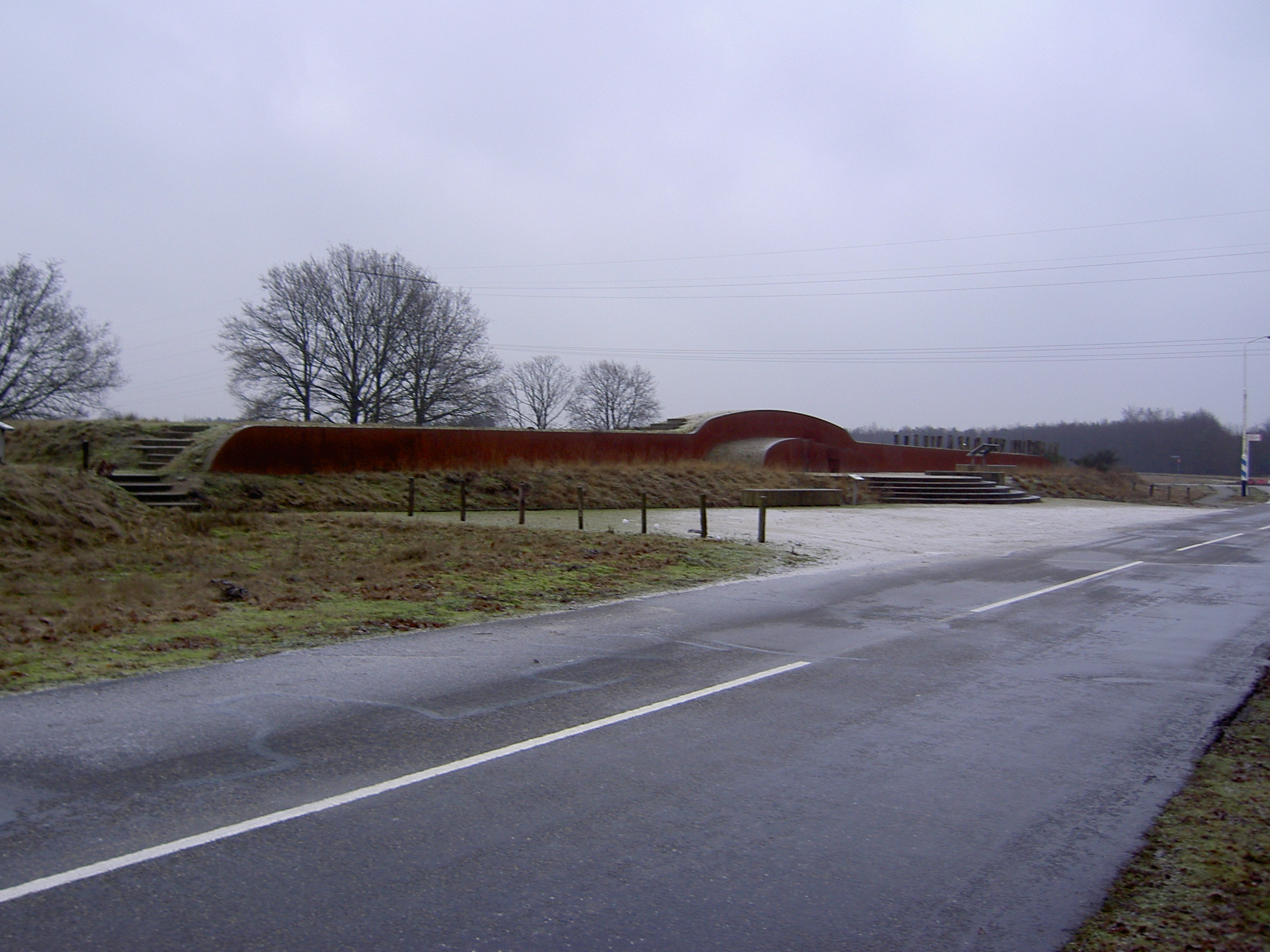
Furstegrav

Oss är en kommun i provinsen Noord-Brabant i Nederländerna. Kommunens totala area är 104,42 km² (där 2,44 km² är vatten) och invånarantalet är 84 653 invånare (1 januari 2012). Oss är både en stad att arbeta i och en stad att bo i. Dessutom anordnas det många fritidsaktiviteter i staden. Innerstaden fungerar som ett regionalt köpcentrum åt ungefär 150 000 personer från Oss och dess omgivning. Oss veckomarknad och kringresande tivoli är väldigt stora. Det kringresande tivolit hade 95 attraktioner 2006. I Oss firar man karneval i februari. Staden är omgiven av varierande landskap. Vid de yttre delarna av staden ligger hög, torr sandjord men även låg, fuktig och lerig mark. Floden Maas ligger i närheten av staden. 

## Verksamhet
Oss verksamhet omfattar modern teknologi, industriell produktion, logistik, kommersiell tjänsteproduktion och automatisering. I början av 2005 var 4 776 företag etablerade i Oss. 38 175 personer var anställda vid dessa företag. Livsmedelsföretag som Hartog och Zwanenberg är föregångare till nuvarande multinationella företag som Van den Bergh Nederland - Unox (producerar soppor och såser, måltidskomponenter) och Organon som (producerar läkemedel). År 2006 placerade Organon sitt huvudkontor för alla internationella aktiviteter i Oss.  Heesen Yachts är ett varv som tillverkar lyxyachter i Oss.